# Bundesstrasse 193
Bundesstrasse 193 är en 19 kilometer lång förbundsväg i tyska förbundslandet Mecklenburg-Vorpommern. Vägen förbinder förbundsvägarna B 192 och B 96.